# Дитрих II фон Бургзолмс
Дитрих II фон Бургзолмс (на немски: Dietrich II von Burgsolms; † сл. 25 април 1371) от род Золмс, е граф на Золмс-Бургзолмс.

## Произход
Той е син на граф Йохан I фон Золмс († 1354/1356), граф на Золмс-Бургзолмс и господар на Спонхайм, и съпругата му Ирмгард фон Билщайн († сл. 1371), дъщеря на Дитрих II, господар на Билщайн († 1335), и графиня Катарина фон Арнсберг († 1362). Брат е на Йохан IV фон Бургзолмс, граф на Золмс-Грайфенщайн († 1401/1402), Хайнрих, каноник в Майнц и Кьолн († сл. 1403), Херман, каноник в Кьолн († 1345) и на Катарина († 1399), омъжена пр. 25 февруари 1341 г. за Салентин IV фон Изенбург-Гренцау († сл. 1364).

## Фамилия
Дитрих II се жени пр. 2 август 1342 г. за графиня Мехтилд фон Витгенщайн († 1364), дъщеря на граф Зигфрид III фон Витгенщайн († 1359) и съпругата му Маргарета фон Шьонекен (+ 1361). Те имат една дъщеря:
- София, монахиня в Алтенберг, 1358 г.